# Championnat d'Europe masculin de la FEF
Cet article concerne la compétition organisée selon les règles AMF. Pour celle organisée selon les règles FIFA, voir Championnat d'Europe de futsal de l'UEFA.
 (mai 2022).
Le Championnat d'Europe Homme Seniors UEFS est une compétition européenne qui réunit tous les 2 ans depuis 2004 les sélections nationales qui lui sont affiliées.

## Résultats
| Date | Lieu                | Champion    | 2e              | 3e              | 4e          | 5e                 | 6e        | 7e          | 8e          |
| ---- | ------------------- | ----------- | --------------- | --------------- | ----------- | ------------------ | --------- | ----------- | ----------- |
| 1989 | Espagne             | Portugal    | Espagne         | Tchécoslovaquie | Israël      | Pays-Bas           | Italie    | France      | Hongrie     |
| 1990 | Portugal            | Portugal    | Tchécoslovaquie | Espagne         | Angleterre  | Israël             | Pays-Bas  | Hongrie     | Italie      |
| 1992 | Portugal            | Espagne     | Russie          | Portugal        | Israël      | Slovaquie          | Italie    | Moldavie    | France      |
| 1995 | Maroc               | Slovaquie   | Maroc           | Russie          | Tchéquie    | Portugal           | Espagne   | Israël      | Biélorussie |
| 1998 | Slovaquie           | Russie      | Espagne         | Slovaquie       | Biélorussie | Tchéquie           | France    | Portugal    | Belgique    |
| 2004 | Biélorussie         | Biélorussie | Tchéquie        | Russie          | Ukraine     | Belgique           | Arménie   | Catalogne   | Norvège     |
| 2006 | Catalogne           | Russie      | Catalogne       | Tchéquie        | Belgique    | Norvège            | Italie    | Ste Hélène  | Pays basque |
| 2008 | Belgique            | Russie      | Tchéquie        | Biélorussie     | Belgique    | Ukraine            | France    | Norvège     | Catalogne   |
| 2010 | Russie              | Russie      | Belgique        | Tchéquie        | Biélorussie | Lettonie           | Catalogne | Sud Ossétie | Israël      |
| 2012 | Biélorussie         | Belgique    | Tchéquie        | Russie          | Catalogne   | Biélorussie        | Slovaquie | Norvège     | Sud Ossétie |
| 2014 | République tchèque  | Biélorussie | Belgique        | Catalogne       | Russie      | Slovaquie          | Tchéquie  | Israël      | Norvège     |
| 2016 | Russie (Iegórievsk) | Russie      | Italie          | Tchéquie        | Kazakhstan  | Biélorussie        | France    | Norvège     | Israël      |
| 2018 | Espagne             | Belgique    | Tchéquie        | Russie          | Lettonie    | Bosnie-Herzégovine | France    | Catalogne   | Pays basque |

## Liens Internes
- l'Union européenne de futsal (U.E.Fs)
- l'Association Mondiale de Futsal (AMF)
- La Fédération internationale de futsal (FIFUSA)

## Liens Externes
- (fr) Site officiel de l'association
- (fr) Site officiel de l'Union Européenne de Futsal (UEFs)
- (fr) Site officiel de l'Association Mondiale de Futsal (AMF)